# Constel·lació Esportiva
Constel·lació Esportiva was een Andorrese voetbalclub uit de hoofdstad Andorra la Vella.
De club speelde in 1998/1999 voor het eerst in de hoogste klasse en werd in het tweede seizoen landskampioen. De kampioen van Andorra mag echter niet deelnemen aan de UEFA Champions League omdat het niveau van voetbal daarvoor te laag is en daardoor moest de club deelnemen aan de UEFA Cup. Het Spaanse Rayo Vallecano veegde de club van de kaart en scoorde 16 keer in twee wedstrijden.
Tijdens de zomer van dat jaar beschuldigde de voetbalbond de club van het overkopen van spelers van andere clubs en omdat de club de inkomsten van de Uefacup niet wilde delen werd de club zeven seizoenen lang verbannen uit de hoogste klasse.

## Erelijst
Landskampioen in 2000
Bekerwinnaar in 2000

## Competitieresultaten 1995-2008
|  |

|  |

|  |

| 5 |

| 1 |

|  |

|  |

|  |

|  |

|  |

|  |

|  |

|  |

| Lliga de Primera Divisió |

| Lliga de Primera Divisió |

|  |

|  |

|  |

| 5 |

| 1 |

|  |

|  |

|  |

|  |

|  |

|  |

|  |

|  |

| Lliga de Primera Divisió |

| Lliga de Primera Divisió |

## Constel·lació Esportiva in Europa
#Q = #kwalificatieronde, T/U = Thuis/Uit, W = Wedstrijd, PUC = punten UEFA coëfficiënten .
Uitslagen vanuit gezichtspunt Constel·lació Esportiva 
| Seizoen | Competitie | Ronde | Land            | Club           | Totaalscore | 1e W     | 2e W    | PUC |
| ------- | ---------- | ----- | --------------- | -------------- | ----------- | -------- | ------- | --- |
| 2000/01 | UEFA Cup   | Q     | Vlag van Spanje | Rayo Vallecano | 0-16        | 0-10 (T) | 0-6 (U) | 0.0 |

Totaal aantal punten voor UEFA coëfficiënten: 0.0